# العلاقات المالديفية الهايتية
العلاقات المالديفية الهايتية هي العلاقات الثنائية التي تجمع بين المالديف وهايتي.

## مقارنة بين البلدين
هذه مقارنة عامة ومرجعية للدولتين:
| وجه المقارنة                                              | المالديف       | هايتي                                |
| --------------------------------------------------------- | -------------- | ------------------------------------ |
| المساحة (كم2)                                             | 298            | 27.75 ألف                            |
| عدد السكان (نسمة)                                         | 436.33 ألف     | 10.98 مليون                          |
| الكثافة السكانية (ن./كم²)                                 | 146.42 ألف     | 395.68                               |
| العاصمة                                                   | ماليه          | بورت أو برانس                        |
| اللغة الرسمية                                             | اللغة الديفهي  | لغة فرنسية، اللغة الكريولية الهايتية |
| العملة                                                    | روفيه مالديفية | جوردة هايتية                         |
| الناتج المحلي الإجمالي (بليون دولار)                      | 4.60 مليار     | 8.41 مليار                           |
| الناتج المحلي الإجمالي (تعادل القوة الشرائية) بليون دولار | 5.23 مليار     | 18.82 مليار                          |
| الناتج المحلي الإجمالي الاسمي للفرد دولار أمريكي          | 8.39 ألف       | 818                                  |
| الناتج المحلي الإجمالي للفرد دولار أمريكي                 | 12.53 ألف      | 1.73 ألف                             |
| مؤشر التنمية البشرية                                      | 0.706          | 0.483                                |
| رمز المكالمات الدولي                                      | +960           | +509                                 |
| رمز الإنترنت                                              | .mv            | .ht                                  |
| المنطقة الزمنية                                           | ت ع م+05:00    | 00                                   |

## منظمات دولية مشتركة
يشترك البلدان في عضوية مجموعة من المنظمات الدولية، منها:
| علم المنظمة | اسم المنظمة                        | تاريخ انضمام المالديف | تاريخ انضمام هايتي |
| ----------- | ---------------------------------- | --------------------- | ------------------ |
|             | منظمة الشرطة الجنائية الدولية      | ?                     | ?                  |
|             | منظمة التجارة العالمية             | ?                     | ?                  |
|             | البنك الدولي للإنشاء والتعمير      | 13 يناير 1978         | 8 سبتمبر 1953      |
|             | الأمم المتحدة                      | 21 سبتمبر 1965        | 24 أكتوبر 1945     |
|             | مؤسسة التنمية الدولية              | 13 يناير 1978         | 13 يونيو 1961      |
|             | منظمة حظر الأسلحة الكيميائية       | ?                     | ?                  |
|             | يونسكو                             | 18 يوليو 1980         | 18 نوفمبر 1946     |
|             | الاتحاد البريدي العالمي            | ?                     | ?                  |
|             | مؤسسة التمويل الدولية              | 2 فبراير 1983         | 20 يوليو 1956      |
|             | الاتحاد الدولي للاتصالات           | 28 فبراير 1967        | 10 أكتوبر 1927     |
|             | تحالف الدول الجزرية الصغيرة        | ?                     | ?                  |
|             | وكالة ضمان الاستثمار متعدد الأطراف | 19 مايو 2005          | 11 ديسمبر 1996     |

## وصلات خارجية
- موقع وزارة الخارجية المالديفية
- موقع وزارة الخارجية الهايتية